# عمر عبدالرشید علی شرمارکی
عمر عبدالرشید علی شرمارکی (سومالیایی: Cumar Cabdirashiid Cali Sharmaarke؛ زادهٔ ۱۸ ژوئن ۱۹۶۰)، یک سیاست‌مدار اهل سومالی است. وی در دو دوره در سال‌های ۲۰۰۹–۲۰۱۰ و از ۲۰۱۴–۲۰۱۷ نخست‌وزیر این کشور بود. وی پسر عبدالرشید علی شرمارکی است که از سال ۱۹۶۷ تا ۱۹۶۹ دومین رئیس‌جمهور سومالی بود و با کودتای ژنرال محمد زیادباره سرنگون شد. عمر عبدالرشید علی شرمارکی از افراد مهم و کلیدی در برقراری و تداوم آشتی ملی در سومالی است.
وی سابقاً سفیر سومالی در ایالات متحده آمریکا بود.